# Mohyliwka (obwód czerniowiecki)
Mohyliwka (ukr. Могилівка) – wieś na Ukrainie, w obwodzie czerniowieckim, w rejonie czerniowieckim. Miejscowość etnicznie rumuńska.
W 2001 liczyła 685 mieszkańców, spośród których 27 wskazało jako ojczysty język ukraiński, 12 rosyjski, 7 mołdawski, a 639 rumuński.